# Pierre-Roch Jurien
Pierre-Roch Jurien, francoski admiral, * 5. november 1772, † 14. januar 1849.